# Borgfelder Wümmewiesen
Borgfelder Wümmewiesen este o arie protejată (arie de protecție specială avifaunistică — SPA) din Germania întinsă pe o suprafață de 681,9 ha, integral pe uscat.

## Localizare
Centrul sitului Borgfelder Wümmewiesen este situat la coordonatele 53°08′00″N 8°56′00″E / 53.1333°N 8.9333°E.

## Înființare
Situl Borgfelder Wümmewiesen a fost declarat arie de protecție specială avifaunistică în februarie 1988 pentru a proteja 20 de specii de animale.

## Biodiversitate
Situată în ecoregiunea atlantică, aria protejată nu include niciun habitat protejat.
La baza desemnării sitului se află mai multe specii protejate de  păsări (20): rață sulițar (Anas acuta), rață lingurar (Anas clypeata), rață mică (Anas crecca crecca), rață fluierătoare (Anas penelope), Anas platyrhynchos platyrhynchos, rață cârâitoare (Anas querquedula), Anser albifrons albifrons, gâscă de semănătură (Anser fabalis), erete de stuf (Circus aeruginosus), erete vânăt (Circus cyaneus), cristeiul de câmp (Crex crex), Cygnus columbianus bewickii, lebădă de iarnă (Cygnus cygnus), Limosa limosa limosa, Numenius arquata arquata, bătăuș (Philomachus pugnax), cresteț pestriț (Porzana porzana), fluierar de mlaștină (Tringa glareola), fluierarul cu picioare roșii (Tringa totanus), nagâț (Vanellus vanellus).